# 砂拉越巡逻队

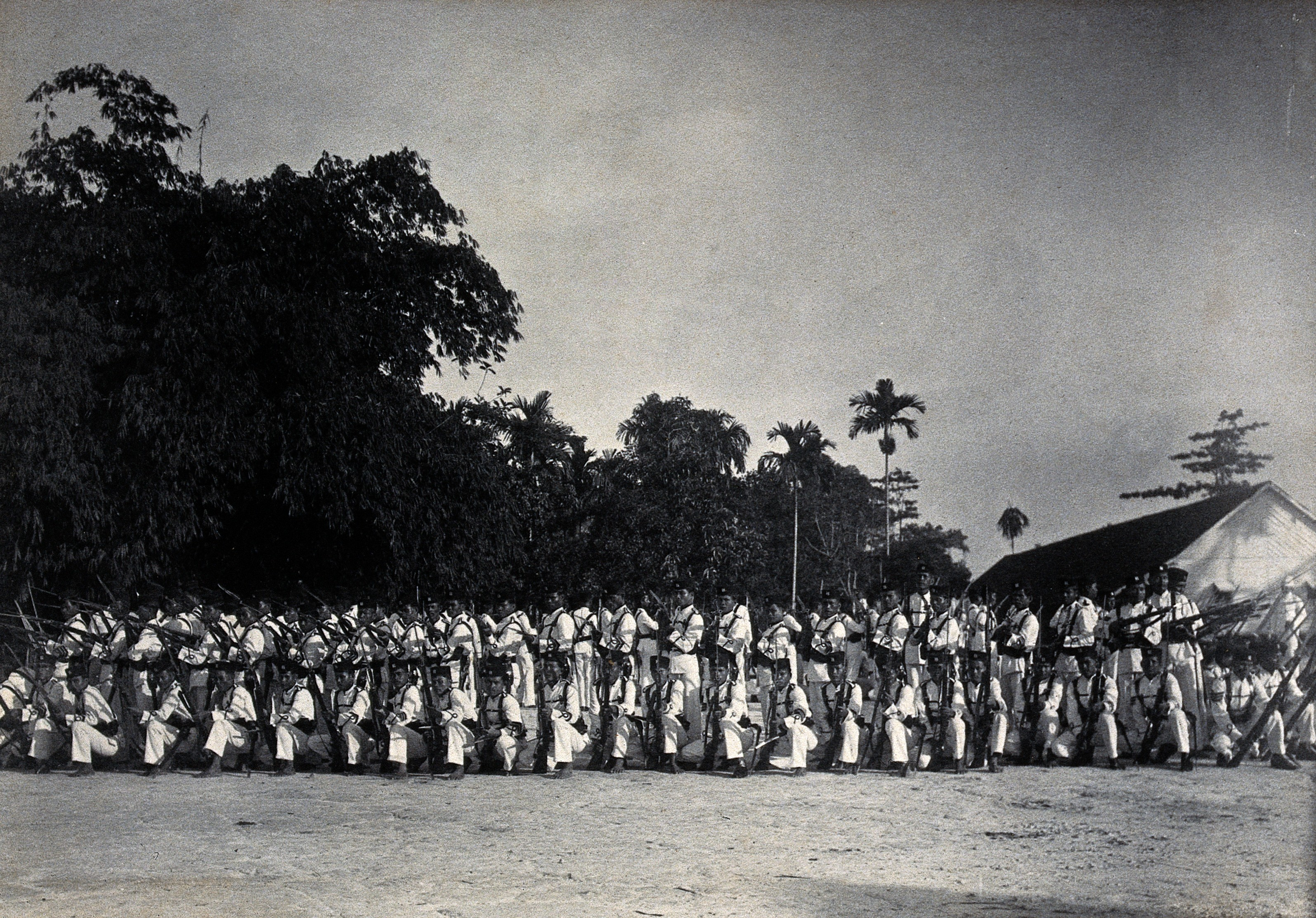
A line-up of armed Sarawak Rangers.

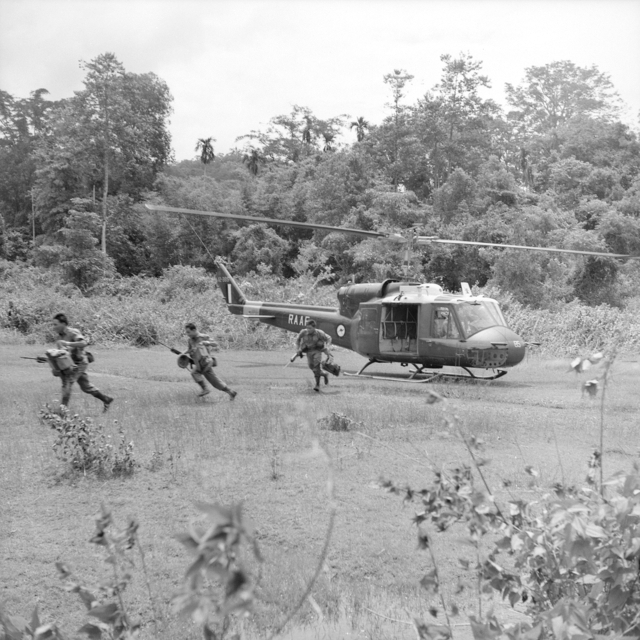
Sarawak Rangers comprising Ibans leap from a Royal Australian Air Force Bell UH-1 Iroquois helicopter to guard the Malaysia–Thailand border from potential Communist attacks in 1965, two years before the Second Malayan Emergency starting in 1968.

砂拉越巡逻队（英語：Sarawak Rangers），或译为砂拉越突击队、砂拉越游骑兵，是1862年由砂拉越第二任白人拉者查尔斯·布鲁克创立的准军事部队，前身是1846年保卫古晋的堡垒防御兵。
砂拉越巡逻队的指挥官是威廉·亨利·罗德威（William Henry Rodway），最初于1862年短暂指挥过一段时间，及后从1872年再次行使指挥权至1881年退休为止。砂拉越巡逻队除了负责一般的警务职责，也非常熟悉在丛林方面的作战，配备西方引进的现代化的步枪、大炮和部落武器。
巡逻队在城镇及河口的战略要地，建造许多的堡垒基地，除了保护砂拉越的边界外，还参与过反叛乱分子作战，在其历史上参与过多次行动。在紧急状态或战争时期，巡逻队获得当地居民和部落人民的支持。
砂拉越巡逻队一度解散几年，在1932年被改组为砂拉越警察（Sarawak Constabulary），并动员参加第二次世界大战。 1942年太平洋战争开始时，参与保卫砂拉越免受日本入侵。拉者查尔斯·维纳·布鲁克于1946年退位，砂拉越成为砂拉越皇家殖民地后，砂拉越巡逻队重启成为英国军队直接控制的特种单位，并参与过在马来亚紧急状态和婆罗洲对抗的行动。
1963年马来西亚成立后，砂拉越巡逻队改编为皇家游骑兵团第一营。